# (202784) Gangkeda
(202784) Gangkeda est un astéroïde de la ceinture principale.

## Description
(202784) Gangkeda est un astéroïde de la ceinture principale. Il fut découvert le 29 février 2008 à XuYi par le programme de relevé astronomique d'objets géocroiseurs de l'observatoire de la Montagne Pourpre (PMO NEO). Il présente une orbite caractérisée par un demi-grand axe de 2,87 UA, une excentricité de 0,02 et une inclinaison de 4,8° par rapport à l'écliptique.

## Compléments